# كارلوس بيانكي (منافس ألعاب قوى)
كارلوس بيانكي (بالإسبانية: Carlos Bianchi)‏ هو منافس ألعاب قوى أرجنتيني، ولد في 19 ديسمبر 1910 في قرطبة في الأرجنتين، وتوفي في 1935.

## وصلات خارجية
- كارلوس بيانكي على موقع أوليمبيديا (الإنجليزية)